# Masdevallia adrianae
Masdevallia adrianae är en orkidéart som beskrevs av Carlyle August Luer. Masdevallia adrianae ingår i släktet Masdevallia och familjen orkidéer. Inga underarter finns listade i Catalogue of Life.